# Аткинсон, Джемма
Дже́мма Луи́за А́ткинсон (англ. Gemma Louise Atkinson) — британская модель и актриса.

## Биография

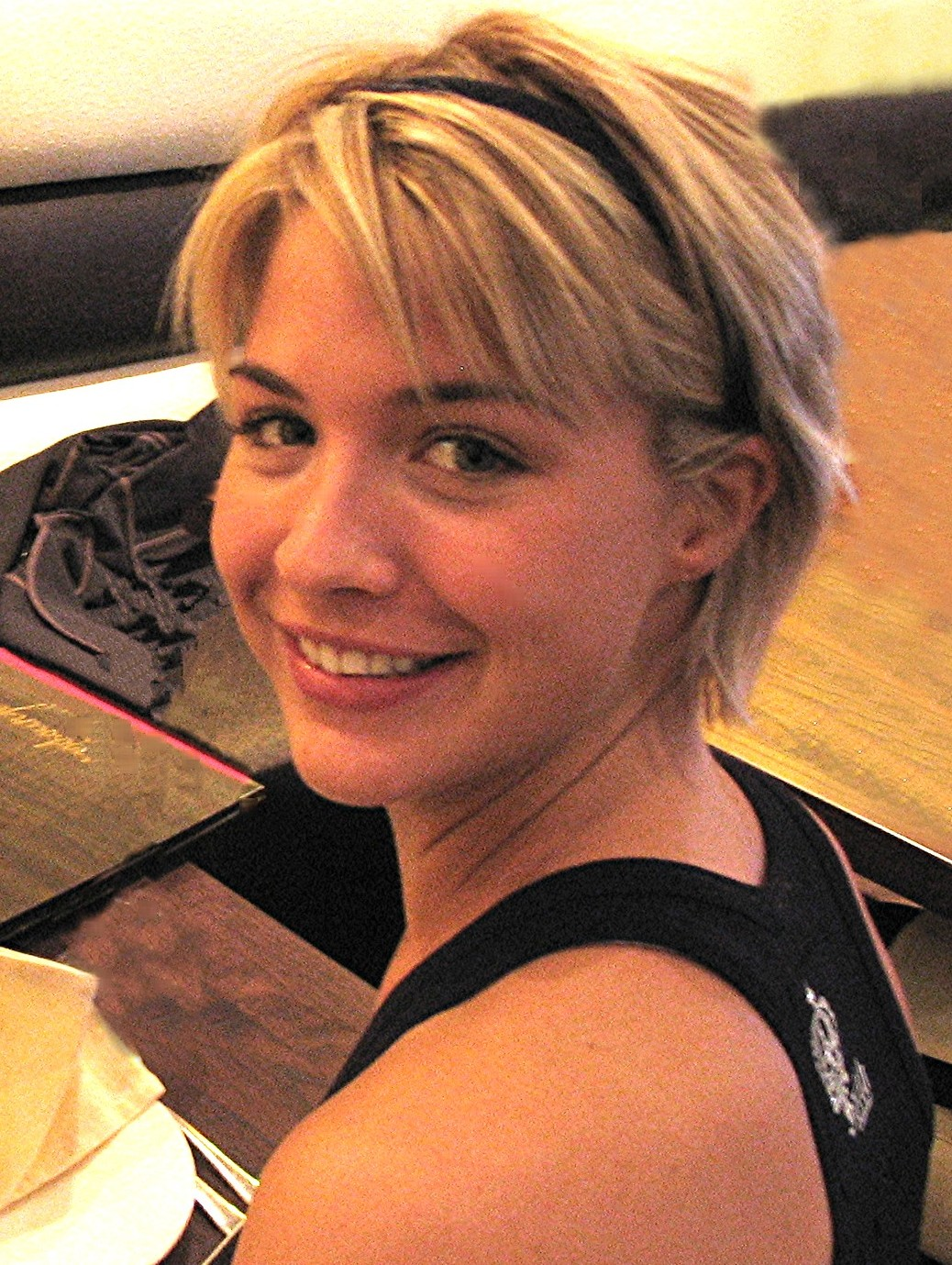
В 2006 году

Джемма Аткинсон родилась 15 ноября 1984 года в городе Бери, графство Большой Манчестер, Англия.
Начала карьеру как фотомодель в школе. Затем снялась в телесериале Hollyoaks, в котором в течение пяти лет играла проблемного подростка Лизу Хантер. В 2006 году сделала себе операцию по увеличению груди до 6-го размера. Затем появлялась в эфире ITV, в программе «Звёзды мыльных опер», была в австралийских джунглях, участвуя в состязании «Я знаменитость… Заберите меня отсюда!», исполнила роль лейтенанта Евы Маккена в компьютерной игре Red Alert 3. Также Джемма Аткинсон снималась в британском фильме «Буги-вуги» (2008) вместе с Кристофером Ли и Хизер Грэм. Премьера картины состоялась на кинофестивале в Эдинбурге.
Однако в качестве актрисы она известна значительно меньше, чем в амплуа гламурной фотомодели.

## Личная жизнь
В 2007 году встречалась с Криштиану Роналду, который предпочел не афишировать свои отношения. Аткинсон не хотела рассказывать об этом, не желая навредить отношениям с Роналду. Однако она вскоре раскрыла правду, а затем сама рассталась после того, как узнала о его связях с проститутками.
В настоящее время состоит в отношениях с испанским танцором Горкой Маркесом. 4 июля 2019 года у них родилась дочь.

## Фильмография
| Год       |    | Русское название                          | Оригинальное название                   | Роль                   |
| --------- | -- | ----------------------------------------- | --------------------------------------- | ---------------------- |
| 2001—2007 | с  | Холлиокс                                  | Hollyoaks                               | Лиза Хантер            |
| 2009      | с  | Чисто английское убийство                 | The Bill                                | Риа Кроссли            |
| 2008      | ки | Command & Conquer: Red Alert 3            | Command & Conquer: Red Alert 3          | лейтенант Евa Маккенна |
| 2009      | ки | Command & Conquer: Red Alert 3 - Uprising | Command & Conquer: Red Alert 3 Uprising | лейтенант Евa Маккенна |
| 2009      | ф  | Буги-вуги                                 | Boogie Woogie                           | Шарлотта Бэйли         |
| 2010      | тф | Чёрная книга                              | The Black Book                          | Дженни Коллинс         |
| 2010      | ф  | Тринадцать часов                          | 13Hrs                                   | Эмили                  |
| 2010      | ф  | Базовая линия                             | Baseline                                | Карен                  |
| 2010      | ф  | Магазин сладостей                         | The Sweet Shop                          | Кэйти Пауэл            |
| 2011      | ф  | Как прекратить быть неудачником           | How to Stop Being a Loser               | Ханна                  |
| 2011      | с  | Улица Ватерлоо                            | Waterloo Road                           | Мэнди                  |
| 2011—2014 | с  | Катастрофа                                | Casualty                                | Тэмзин Бэйл            |
| 2012      | ф  | Рождённый летать                          | Airborne                                | Гарриетт               |
| 2013      | с  | Закон и порядок: Лондон                   | Law & Order: UK                         | Бекки Брайсон          |
| 2013      | ф  | Тайна перевала Дятлова                    | The Dyatlov Pass Incident               | Дениз Иверс            |
| 2015—2017 | с  | Ферма Эммердейл                           | Emmerdale Farm                          | Карли Хоуп             |
| 2016      | ф  | Лихорадка                                 | Fever                                   | Реа Вагнер             |

## Награды и номинации
National Television Awards
- 2016: «Ферма Эммердейл» — лучшая новая звезда (номинация)